# وب تورنت
WebTorrent یک کلاینت جریانی تورنت همتا به همتا (P2P) است که با استفاده از زبان جاوا اسکریپت نوشته شده است، این کلاینت توسط  فروس ابوخدیجه، عضو گروه YouTube Instant ، و تیم در WebTorrent و در GitHub توسعه داده شده است. WebTorrent برای استفاده در مرورگرهای وب طراحی شده است، و همچنین WebTorrent. نسخه مستقل دسکتاپی دارد که قادر است شبکه های بدون سرور WebTorrent و BitTorrent را پل کند.

## پیشینه
پیش از ظهور وب‌تورنت، توسعه دهندگان آن  ابتدا PeerCDN را تاسیس کردند، یک شبکه ارائه محتوای همتا به همتا بود که توسط Yahoo در سال 2013 خریداری شد!
ایده اصلی پشت وب تورنت این است که یک پروتکل مشابه بیت تورنت را بسازد که بتواند بر روی مرورگر وب کار کند و همچنین سعی کند تا حد ممکن سازگاری با بیت تورنت را حفظ کند. هر مرورگر وب باید بتواند به یک گروه همتا به همتا متصل شده، محتوا را واکشی کند، صحت آن را تأیید کند، و آن را به کاربر نمایش دهد - همه اینها بدون نیاز به سرورهای متمرکز که کاملاً به شبکه ای از مرورگرهای افراد متکی هستند، انجام شود. WebTorrent از همان پروتکل BitTorrent استفاده می کند اما از یک لایه انتقال متفاوت استفاده می کند. این کلاینت در درجه اول به اتصالات WebRTC متکی است، در حالی که بیت تورنت مستقیماً از اتصالات TCP و دیتاگرام های UDP استفاده می کند.

## وب تورنت نسخه‌ی دسکتاپ
نسخه دسکتاپ WebTorrent دو شبکه‌ی مبتنی بر WebTorrent، یکی بر پایه WebRTC و دیگری بر پایه BitTorrent با استفاده از TCP/UDP را به طور همزمان به عنوان پل پشتیبانی می‌کند. کاربران نرم افزار بیت تورنت Vuze ( Azureus سابق)  با اضافه کردن پل‌های همزمان به برنامهٔ خود، به طور حساب شده از قابلیت‌های وب‌تورنت بهره برده‌اند. توسعه دهندگان از Electron استفاده کردند که برنامه های دسکتاپ را با استفاده از جاوا اسکریپت با دسترسی به همه API های Chrome و Node می سازد.

## عملکرد
اصلی ترین تمرکز وب تورنت بر روی ارائه ویدیوهای آنلاین است؛ زیرا اینجا است که وب تورنت بیشترین کاربرد را دارد. همچنین، کاربرد آن برای فایل‌های کوچکتر یا مجموعه‌های داده مناسب نیست، اما برای فایل‌های بزرگ، این روش ایده‌آل و مناسب است.
دسترسی به فایل، همانند BitTorrent، به بذر torrent  وابسته است. در صورتی که تنها تعداد محدودی از کاربران یک فایل را به اشتراک بگذارند، سرور HTTP که کاشت وب را ارائه می دهد، به عنوان گزینه پشتیبانی خواهد بود.بدون webseeding هیچ اشتراک گذاری وجود نخواهد داشت.  اما این می‌تواند نتایج مثبتی داشته باشد. به جای استفاده از سایت آپلود برای به اشتراک گذاری یک فایل بزرگ، با WebTorrent می‌توانید مستقیماً و بدون نیاز به آپلود به برخی از سایت‌های آپلود بایگانی شده متصل شوید. شما فقط کافی است فایل خود را بکشید و رها کنید تا یک پیوند آهنربایی ایجاد کنید که می‌توانید آن را با دوستانتان به اشتراک بگذارید. اتصالات قبلی رمزگذاری شده‌اند، اما می‌توانید با افزودن لایه‌های رمزگذاری اضافی با استفاده از کلیدها، اطمینان حاصل کنید که آن را به روش امنی ارسال کنید. مدیریت محدودیت‌های RAM ممکن است با استفاده از IndexedDB مدیریت شوند.
کلاینت دانلود، قطعات را بر اساس اولویت زمانی مرتب می‌کند، به‌طوری که حتی قبل از دانلود کامل، فایل بتواند بدون وقفه پخش شود.

## اقتباس
WebTorrent از استانداردهای وب باز با پشتیبانی گوناگونی همانند WebRTC استفاده می کند و بنابراین در هر مرورگر مدرنی از جمله Google Chrome ، Firefox ، و Opera for Desktop و Android، Microsoft Edge و Safari کار می کند.

### بیت شوت
BitChute که در سال 2017 تاسیس شد. یک سرویس میزبانی ویدیویی است که از فناوری WebTorrent P2P استفاده می‌کند. این ادعا به منظور کاهش مشکلات پهنای باند جریان متمرکز بود. بر اساس گفته‌های فردریک برنان ، شواهد کمی وجود دارد که BitChute نشان می‌دهد واقعاً از فناوری همتا به همتا استفاده می کند. طبق گزارشی از Ars Technica ، تا آوریل 2021، گزینه میزبانی ویدیوها با استفاده از WebTorrent در BitChute "به نظر منسوخ شده است." 

### مرورگر Brave
مرورگر وب Brave وب‌تورنت را به فایل‌های اجرایی بومی خود می‌پیوندد و وب‌تورنت را در رابط کاربری خود ادغام می‌کند.

## همچنین ببینید
- BitChute ، که قبلاً از WebTorrent استفاده می شد [۸]
- PeerTube ، از WebTorrent استفاده می کند
- libtorrent ، WebTorrent را پیاده سازی می کند [۳]
- مقایسه مشتریان بیت تورنت
- سیستم فایل بین سیاره ای
- لیست خدمات میزبانی ویدیو
  - DailyMotion
  - ویدمه
  - Vimeo
  - یوتیوب
- YouTube Instant

## لینک های خارجی
- وبگاه رسمی
- Instant.io for WebTorrent magnets.